# Mehrfrontenkrieg
Ein Mehrfrontenkrieg ist ein Krieg, den ein Land an mehr als zwei Fronten führt. Solch eine Situation ist äußerst problematisch, da sie noch mehr als ein Zweifrontenkrieg zu logistischen Schwierigkeiten führt.
Einen Mehrfrontenkrieg führten zum Beispiel:
- das Byzantinische Reich und das Sassanidenreich zu Beginn des 7. Jahrhunderts
- Paraguay im Tripel-Allianz-Krieg
- Bulgarien im Zweiten Balkankrieg
- Deutschland im Ersten und Zweiten Weltkrieg
- Israel in den Israelisch-Arabischen Kriegen
- Pakistan und Indien während zweier gleichzeitig geführter Kriege: dem Dritten Indisch-Pakistanischen Krieg und dem Bangladesch-Krieg